# 孟宗
孟 宗（もう そう、? - 271年）は、中国三国時代の呉の政治家。字は恭武。荊州江夏郡の出身。二十四孝の一人として数えられると共に、モウソウチク（孟宗竹）の名前の由来となっている。

## 生涯

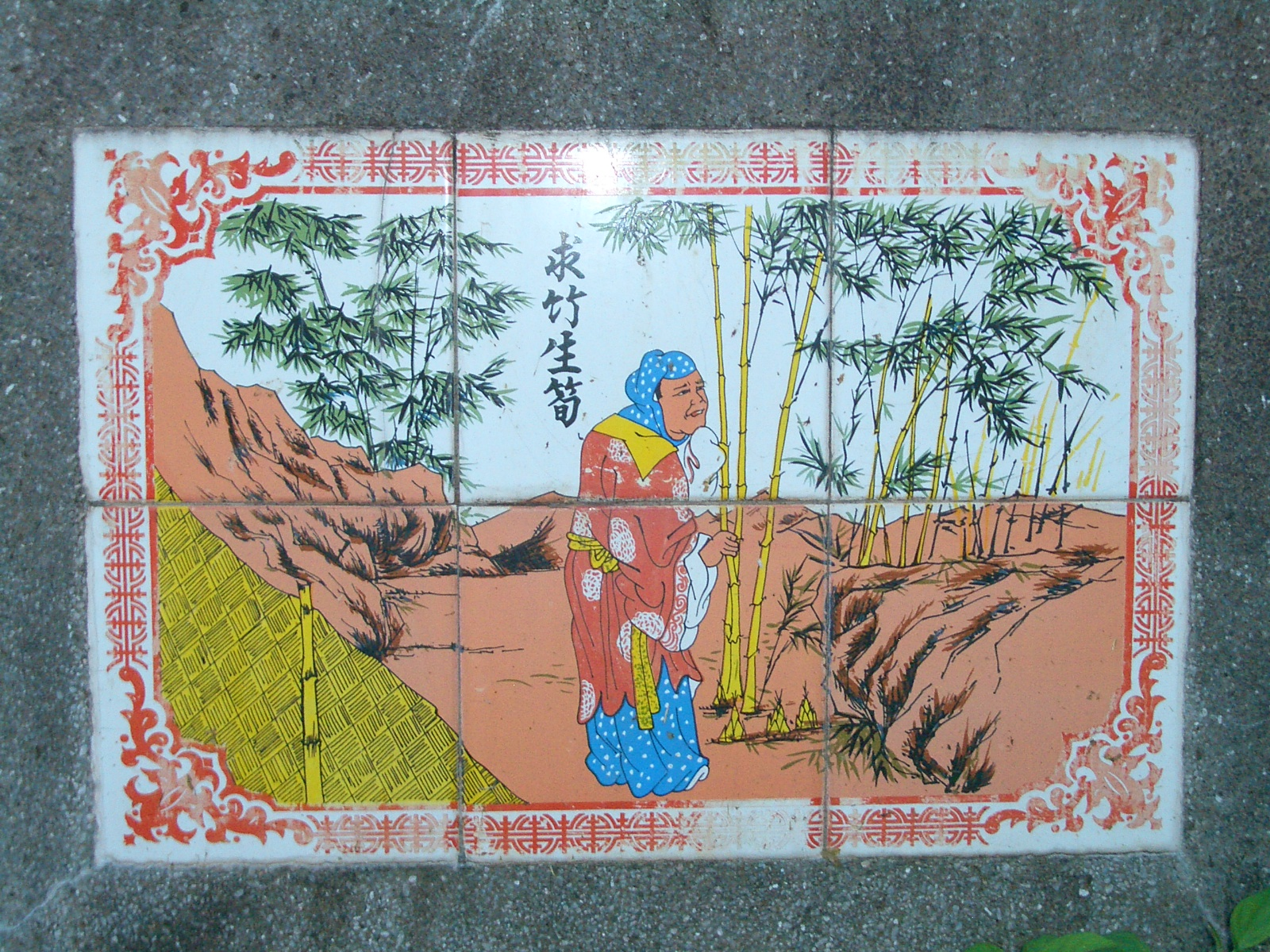
孟宗、竹林にて竹を求む画

若い頃、南陽の李粛の元で学問を学んだ。その際、母は厚く大きな布団を作ってやった。ある人がその理由を尋ねると、母は「わが子は客人を招くような徳はありませんが、学問を志す者には貧しい人が多いでしょうから、大きな布団を作り、素性が似た者同士で交友するよう願ったのです」と答えた。孟宗が書を夜も忘れて読み耽るのを見て、李粛は彼を宰相の器であると評した。
その後、朱拠の軍吏となり、母を連れて軍営で暮らした。しかし、志を得られず住まいが雨漏りしたので、孟宗は泣いて母に謝った。母は「今はただ励み勉める時です。泣くほどのことでしょうか」と孟宗を諭した。
朱拠は孟宗を知るようになると、彼を塩池司馬に任命した。あるとき孟宗は自分で網を作って魚を捕らえ、魚の漬物を作って母に食べさせようとした。しかし、母はそれを返し「お前は魚を管理する官なのだから、私に魚を送っては嫌疑をかけられます」と窘めた。
また、母が筍を好んだため、冬に孟宗が竹林に入って哀嘆したところ、筍が生えてきたため母に食べさせることができたという。これがモウソウチク（孟宗竹）の名前の由来とされる。
その後、孟宗は呉県県令に昇進した。その頃呉の法律では、親が死んだ場合でも長官は後任が来るまで喪に服してはならないとされており、違反すれば死罪と定められていた。しかし、孟宗は母の死に際してその禁を犯し、県令の職務を放棄して喪に服したため、拘禁され処刑されそうになった。陸遜は彼の助命を願い出たため、孫権は孟宗の罪一等を減じたという。
それからまた官に復帰し、太平3年（258年）には光禄勲となった上で、孫綝らによる孫亮の廃位に加わっている。永安5年（262年）には光禄勲から右御史大夫に昇進した。孫晧が即位すると、孫晧の字が元宗であったため、孟宗はその字を避けて孟仁と改名した。宝鼎3年（268年）には右御史大夫から司空に昇進したが、建衡3年（271年）に死去した。